# Chitkota (K), Basavakalyan
Chitkota (K) là một làng thuộc tehsil Basavakalyan, huyện Bidar, bang Karnataka, Ấn Độ.